# Papers, Please
『Papers, Please』（ペーパーズプリーズ） は、日本在住のアメリカ人であるルーカス・ポープ（Lucas Pope） によるMicrosoft Windows、OS X、Linux、iOS 用インディーゲーム。
1980年代における架空の共産主義国家の国境検問所を舞台に、プレイヤーが入国審査官に扮して主に入国希望者の書類審査を行うアドベンチャーゲーム。表題はゲーム内で主人公が入国希望者に対して最初に書類提出を促す際の台詞である。

## 沿革
作者によれば最初は自分のための実験的作品として約9ヶ月で制作したゲームだという。開発中は状況をブログで公開し閲覧者からのフィードバックを得ながら進められた。2013年3月にSteamの「Steam Greenlight」を通過、同年8月9日（日本時間）に同サイトをはじめ幾つかのダウンロード販売サイトにて発売された。当初は英語版のみだったが2014年2月のアップデートで計8ヶ国語に対応、このうち日本語化を担当したPLAYISMでの取り扱いも同月開始された。同年3月12日にロンドンで開催された第10回英国アカデミー賞ゲーム部門において「ストラテジー・シミュレーション賞」を受賞、同年3月19日にサンフランシスコで開催されたGDC2014において「Game Developers Choice Awards」の「Innovation Award」と「Best Downloadable Game」の2部門賞、同時開催されたインディーズゲームの祭典「Independent Games Festival」（IGF）にて最優秀賞にあたる「Seumas McNally Grand Prize」のほか「Excellence in Narrative」と「Excellence in Design」の2部門賞をそれぞれ獲得した。同年3月27日に東京都のスペイン大使館で催された「ゲームラボ・カンファレンス・イン・東京」のゲストとしてこのゲームの作者も招かれた。今後の展望として作者は2014年2月24日付VG247のインタビューに対しPlayStation Vitaへの移植に関心を表明した。
発売後半年で50万本、3年目時点では全プラットフォーム合計で180万本以上の売り上げを達成した。

## 概要
1982年、隣国との6年間の戦争を終えて国交を再開したばかりの架空の共産主義国家「アルストツカ（Arstotzka）」を舞台に、東西に分断された町・グレスティン（Grestin）の国境検問所に入国審査官として着任した人物を主人公とする。
隣国「コレチア（Kolechia）」との6年間の戦争が終戦したばかりのアルストツカ・東グレスティン国境検問所には、正規の入国希望者に混ざって不法入国者や麻薬・武器密売人や革命組織の工作員などの不穏な人物もやって来ており、プレイヤーは彼らの提出する書類を審査して入国の可否を判断しなければならない。一方、主人公は4人（途中の選択次第では5人）の家族を養っていくことになるが、日々の限られた給与から家賃を支払い、時には食費や暖房費等の生活費の節約を迫られ、結果として家族の死に直面する場合もある。そうして主人公以外の家族が死に絶えたり最低限の支出を賄えなくなるとゲームオーバーとなる。革命組織の誘いに乗り革命に協力するなどゲーム中の選択によって物語が分岐し、最終的に計20種類の結末に分かれる。一つの結末を迎えても任意の日付に遡ってやり直すこともできる。特定のエンディングを迎えると、物語を省いた「エンドレスモード」を遊ぶことが出来る。
公式なゲームジャンルはアドベンチャーゲームだが、主人公は一日の最初と終わりの出退勤以外は国境検問所から移動せず、専ら日々変化する規則とパスポートや査証その他書類などを照合して入国の可否を決める「間違い探し」の要素が強い。また、戦後の混乱や不条理な政治環境下で家族を養う主人公や不法入国を求める人物たちの抱える事情を描く物語性もある。グラフィックスは旧世代コンピュータゲームのようであり、展開は全体的に淡々と進む。作者のホームページからゲーム内日数で8日間遊べる無料のベータ版をダウンロードできる。作者はこのゲームについて「実験的ゲームであったが故にふつうのゲームでは扱わない入国管理を主題とした点が評価されたと思う」とした。

## ゲーム内容
基本操作はマウスのみで行い、ゲーム内で検問所に設備投資すればキーボードのショートカットキーを併用できる。画面は上半分に屋外の入国ゲート付近、左下に入国希望者と対面する窓口、右下に書類等を読む机上の3つに分割されている。ゲームは一日単位で区切られ、一定期間を無事に乗り切ることが目的となる。

### 一日の流れ
一日の最初に新聞を模した画面が表示され、見出しでアルストツカの状況を知ることができる。出勤すると入管（入国管理）省の「公報」でその日に留意すべき事柄を通達される。窓口のシャッターを開け、検問所屋上のスピーカーをクリックすると入国希望者が入室する。審査はリアルタイムに進行し、対面窓口左下（ゲーム画面左下）の時計が退勤時刻になるかテロ発生による打ち切りで一日の業務が終了し、その日の精算が行われる。

### 入国審査
入国希望者の提出した書類を右下へドラッグ・アンド・ドロップして拡大し、必要なものが揃っているかや記載事項に不審点が無いかを確認して、入国を認めるなら緑色の「APPROVED（入国許可）」、入国を拒否するなら赤色の「DENIED（入国拒否）」のスタンプをパスポートに押印して書類一式を再びドラッグ・アンド・ドロップで入国希望者へ戻せば1人の審査が完了する。審査における規則や留意事項は毎朝の公報によって変化し、2日目以降は不審点を「調査モード」で相手に質問したり、透視装置で性別や隠し持った武器を確認したり、指紋を照合するといった内容も順次追加される。場合によっては「拘束」ボタンを押し、警備兵を呼び不正行為を行った入国希望者を拘束させることもできる。入国させるべきでない人物を入国させたり、特に不正の見当たらない人物の入国を拒否するとミスを通告され、一日に3回以上ミスをすると精算時に罰金を徴収される。

### テロリズムへの対応
通常は入国希望者を呼ぶ以外に触れる機会の無い屋外の画面で、時おり入国ゲートを強引に突破したり、さらには警備兵を殺傷するなどのテロリズムが起きる場合がある。これが起きた時点で入国審査業務は強制終了され、一日が終わる。ゲームが進むと主人公にも麻酔銃や殺傷用の狙撃銃の鍵を渡され、テロ発生時に施錠を解除しマウスクリックで狙撃し命中させれば精算で20クレジットの「精密狙撃手当」が支給される。命中しなかった場合は10クレジットの「狙撃手当」が支給される。

### 精算
一日が終わると、その日に審査を正しく終えた人数に応じて給与が支給される。一方で「家賃」と審査ミスの数に応じた「罰金」が徴収され、これらを支払えなければゲームオーバーとなる。同時に支出する「食費」と「暖房費」、家族が病気の際の「薬代」の横には各々ラジオボタンがありそれらを支払わない選択もできるが、それにより家族の健康状態が悪化する可能性もある。また、不正取引を持ちかけられた際には同様にラジオボタン付きの報酬が示され、受け取るか否かを選択できる。精算で余ったクレジット（このゲームにおける通貨単位）は貯金として翌日以降に持ち越せるほか、国境検問所に自費を投じて設備投資することもできる。それに対して資金不足でも借り入れ等の選択肢は無い。また、このような状態となるとバッドエンドとなる。

## 世界観

### 登場人物

#### 主要登場人物
主人公このゲームのプレイヤーキャラクター。志願ではなく、10月度の「勤労抽選」制度によりアルストツカ・東グレスティン国境検問所の入国審査官に指名された人物。
氏名など詳細は明らかでないが、作中後半に入手できる壁掛けの家族写真でヒゲを蓄えている様子がうかがえる。アルストツカの田舎町「ニルスク（中盤で配属されてきた同郷のセルジュとの会話では「どぶのような場所」と表現しており、あまり環境が良くない場所であることがうかがえる）」の出身。
人物像についてはほとんど説明がないが、幼少期を知る女性に悪ガキだったと言われたり、感染症が流行している国からの入国希望者をよく調べずに「病気を国に持ち込むな」と言い放つなど、多少口の悪い部分が見受けられる。
着任と同時に割り当てられた8等級の賃貸住宅に暮らす妻と息子、義母、叔父の生活を自らの収入で支えている。またその他に妹と姪がおり、途中妹が逮捕されてしまい、選択次第で姪が扶養家族に加わる。家族仲は比較的良好なようで、作中終盤の息子の誕生日にクレヨンをプレゼントすると、息子から似顔絵を贈られる。
他の入国審査官がどのような勤務状況なのかは不明ながら作中では数回ディミトリから表彰され、また無事にゲーム期間内の業務を滞りなく遂行したEDでは引き続き入国審査官の役職を担当することなどから、アルストツカの入国審査官としては優秀な人物である。
カレンスク（Calensk）物語序盤～中盤で登場する警備兵。
不正を行った入国希望者を拘束した数に応じて「拘束手当」を融通してくれる。しかし妻の病気等々を理由に、当初約束した額を渡してくることはない。後に牢屋の看守へと配置転換となったが、2日に1度拘束手当を届けに妻が家を訪れる。爆発物の取扱にも詳しいようで、作中プレイヤーに爆弾解体の指示を出し、解体に成功した爆弾を売却し、金を主人公と山分けする。そのためまったくの不誠実な人物というわけではなく、主人公とは良き同僚といった間柄といえる。
ディミトリ（Dimitri）入国管理省（MOA: Ministry of Admission）に所属するグレスティン区画責任者。
プレイヤーの上司に当たり、視察に来た際に審査官へ勤務成績に応じた表彰を行う（この際、賞状以外の私物など余計な物を壁に掲示した状態だと警告され、2度警告を受けるとバッドエンディングになる）。友人関係にある外交官の女性がいるが、この友人女性を拘束してもバッドエンディングとなる。ただその友人女性からの評価はあまり芳しくはないため、公私ともに嫌味な人物である模様。
セルジュ・ボルダ（Sergiu Volda）物語中盤で配属されて来る警備兵。主人公と同じニルスク出身。
誠実な好青年であり、同郷という事もあって主人公とも早々に打ち解ける。6年間の戦争に参加しており、その際にコレチアでエリサと言う女性と知り合い恋仲になっている。作中終盤で彼女を入国させるよう主人公へ依頼するイベントが発生する（これ以前・イベント中にテロリストの攻撃に巻き込まれて死亡する場合がある）。イベント終了後に配置転換となるが、エリサと共に後日ささやかなお礼をくれる。
M.ヴォネル（M.Vonel）アルストツカ情報省（MOI: Ministry of Infomation）捜査課に所属する特殊捜査官。
レジスタンス組織「EZIC」について捜査を行っている。人当たりの良い態度だが職務に忠実な人物で、彼に主人公とEZICの関係が発覚した場合はバッドエンディングとなる。一方、主人公が職務に忠実であれば、多少の不正や賄賂は目を瞑るなどの度量もある。
ジョージ・コスタバ（Jorji Costava）オブリスタン出身と思われる麻薬密輸・密売人の中年男性。
パスポートを所持しないまま入国審査を受ける、手製のパスポートで入国を試みる、違法薬物の密輸を試みるなどした挙句、アルストツカ法務省に国際指名手配までされる等問題を起こすなど、ある意味での常連であるが、憎めない性格で、ゲームの進行によっては主人公から個人的な会話をする事もある。複数のエンディングでキーマンとなる。作中、違法薬物の密輸や指名手配等で拘束されても賄賂を支払って短期間ですぐに釈放されていることから、警察関係者にも顔が知られているようである。
エリサ・カツェンジャ（Elisa Katsenja）セルジュの恋人で、コレチア人。
6年間の戦争中にセルジュと出会い恋仲となった。両親は既に死亡して孤独の身であり、作中後半、アルストツカへの移住及びセルジュに逢う為に国境検問所へやって来る（セルジュが死亡していた場合は、悲嘆に暮れながら帰って行く）。パスポート以外の入国審査書類を所持していないので書類不備として拒否する事も可能ではあるが、入国を許可した上でセルジュが生存していた場合、後日ささやかなお礼をくれる。
EZICの使者（EZIC messenger）現アルストツカ政権の汚職蔓延に対抗し、新アルストツカ設立の為に暗躍するレジスタンス組織の使者。
太陽のようなマークが描かれた緑色の仮面と緑色のパーカーが特徴。なお、使者は国境検問所に来るたびに体重や身長が異なるため毎回別人の使者が訪れていると考えられる。

#### 主な入国希望者たち
ヴィンス・レストレード（Vince Lestrade）リパブリアの陸上スター。
序盤に殺人事件の容疑者として報道されており、翌日検問所に現れる。新聞記事と照合することで尋問、拘束が可能。本人曰く「ハメられた」とのことだが、真相は不明。拘束せずに入国拒否した場合、後日コレチアで逮捕された事が新聞で明かされる。
ダリ・ラダム（Dari  Ludum）アルストツカの東グレスティンに有る如何わしい風俗店「ピンク・ヴァイス（The Pink Vise）」のオーナーと思しき男性。
特に新聞等では報じられていないが、彼の数人前に現れる女性が残すメモと照合することで尋問、拘束が可能。拘束すると、翌日の新聞にて人身売買組織の首謀者であったことが判明する。彼を拘束せずに素通り、または入国拒否させると翌日の新聞で女性が殺害されたことが分かる｡（物語に影響はない）女性の残したメモを手渡すことも可能で、その場合は物騒なことを口走りその場で拘束することができるようになる。
メソフ・アネゴヴィッチ（Messof Anegovych）アルストツカ企業「メスコーム・エンジニアリング（MESKORM ENGINEERING）」社の社長。
エンジニアを探しており、賄賂と引き換えに主人公にエンジニアの入国者へ自分の名刺を渡すよう依頼する。メスコーム・エンジニアリング社は政府より高賃金を謳っており、業績は悪くない模様。数日後に再来訪し、渡した名刺の枚数に応じて報酬を支払ってくれる。名刺を渡していた場合、何枚渡したかに関わらず彼にとって望ましいエンジニアが1人見つかった旨を語り、主人公に感謝を述べる。
フィリペ・ハッセ（Filipe Hasse）アルストツカのサッカーチーム「アルスキッカーズ（ARSKICKERS）」の選手。
IDカードを紛失してしまい、パスポートのみで入国させるよう主人公に頼み込んでくる。見返りとしてアルスキッカーズの優勝ペナントを提示するが、この頼みを主人公が受け入れた場合、数日後に再来訪。コーチに叱られたことと主人公への謝罪を述べ、正規の書類と謝礼と引き換えにペナントの返却を求めてくる。主人公がこれに誠実に対応すると、次の大会での応援を依頼しながら上機嫌で立ち去る。どうやらコーチに頭が上がらないらしく、たびたびコーチについて口にする。
このイベント自体はゲーム進行にさほど影響を及ぼさないが、ペナントはディミトリから私物掲示の警告を受けるために必要となる掲示物の一つのため、他に私物を入手できていない状況で警告によるバッドエンドを見たい場合はペナントを確保する必要が生じる。またペナントを掲示していると、入国希望者がこれに反応することもある。
ダーニック・ローラン（Danic Lorun）リパブリア人の入国希望者。
アルストツカで暮らす従兄に急いで会わねばならないが書類が無いため、担保として家宝である液晶のデジタル腕時計を提示し、数日後に書類を持って戻ってくるまで保管してくれるように依頼してくる。些か高圧的な人物で主人公の対応に難癖をつける事もあり、彼を裏切り拘束して腕時計を奪うことも、担保として預かっておきながら別の入国希望者に売却することも可能だが、主人公が誠実に約束を履行した場合「アルストツカ人もそれほど悪くないかもしれない」と態度を改めることを伝えられる。
サイモン・ウェンズ（Simon Wens）アルストツカ人の連続児童殺人鬼。合衆連邦に身柄を拘束されていたが、脱獄して逃亡した事で指名手配されており、入国時に拘束する事が可能。
サイモンの来訪数日前に、サイモンによって愛娘を殺され復讐に燃える父親（Vengeful father）がサイモンを自らの手で裁くために主人公へ協力を求めており、それを受けた主人公の行動によってサイモンの末路は変化する。主人公が父親に協力してサイモンの居場所を彼に伝えた場合、翌日にサイモンが住んでいるジェニストラ地区にてサイモンが何者かによって殺害されたという報道が新聞に掲載される。一方、主人公がサイモンに父親から狙われていることを伝えると、サイモンは検問所から逃走してしまう。また犯罪者として拘束する事も、何もせず入国させる事も可能。いずれにせよ協力を拒否された場合、復讐に燃える父親から主人公は罵倒されてしまう。

### 登場する国家・組織

#### アルストツカ（Arstotzka）
このゲームの舞台となる共産主義国家。
ゲーム開始以前に隣国「コレチア（Kolechia）」との間で6年間に及ぶ戦争をしていたが終戦を迎え、同国と境を接するグレスティンの半分を正当に取り戻しコレチアを含む周辺国との国交を回復したばかりで、不法入国者やスパイの侵入、テロリズムの横行など治安は良くない。新聞の文章によると「パラディズナ」という都市に政府本部が置かれているという。
各政府機関からの様々な通達や追加規則、秘密機関による捜査、様々な条件による理不尽な逮捕（作中ではゲームオーバーを意味するが、ストーリーの進行によっては主人公の親族が逮捕されることもある）などの強烈な支配体制、プレイヤーの獲得する給与とその配分によっては家族が寒さと飢えや病気であっさりと死亡してしまう劣悪な居住環境だが、逆に言えばそうした支配体制を上手く乗り込なして賄賂を含めた給与を確保していけば、十分問題なく暮らせる国家でもあり、一概に「悪」と断ずることのできるものではない事がうかがえる。

#### 入国管理省（MOA: Ministry of Admission）
アルストツカの国境の警備や入国管理を司る政府機関。終戦直後の不安定な情勢もあってか、ほぼ毎日のように入国審査の規則を改訂する。そのため、入国希望者らもアルストツカ人はしょっちゅう制度を変えると愚痴をこぼしており、その傾向は国外でも認識されている様子。

#### 労働省（MOL: Ministry of Labour）
アルストツカ国内の労働政策を司る政府機関。オープニングには、「勤労抽選」制度によって主人公が審査官に任命された旨を知らせる手紙に同省の紋章が描かれている。作中では増加する移住労働者の規制のため「労働許可証」を導入する。

#### 情報省（MOI: Ministry of Information）
アルストツカの諜報機関。作中、「EZICスター組織」について調査する捜査官や、隣国のコレチアに潜入している同省のスパイが主人公に協力を求め、国境検問所を訪れる。

#### 法務省（MOJ: Ministry of Justice）
アルストツカの政府機関。作品の中盤から公報と共に指名手配犯の顔写真が印刷された紙を審査官室に送る。その顔写真を壁に貼ることもできる。

#### EZICスター組織（Order of the EZIC Star）
現アルストツカ政権の汚職蔓延に対抗し、新アルストツカ設立の為に暗躍するレジスタンス組織。作中、主人公に敵対組織の追跡のための工作員の入国許可、敵対組織に雇われた殺し屋の殺害等革命遂行のために協力を依頼して来る。当初は一般人を巻き込むような過激派とは違うと自称しているが、ゲームの進行によっては徐々に暗殺やテロなど過激な手段を用いるようになる。また舞台となる都市「グレスティン」がコレチアに奪われる事を危惧しているが、EZICの要請を拒否したルートでもそのような結末になる事はない。主人公に高額な報酬を提示することから資金源は豊富であり、また国外から使者や工作員を入国させようとしている事などから、国外に拠点を持つ外部組織である事が察される。加えて当初は政権を打倒する事が目的であって権力簒奪はしない旨を主人公に語り、協力した主人公が逮捕されても家族の安全を保証する事を約束するが、EZICに協力したルートでは臨時政府を樹立しており、加えて主人公が逮捕されたルートでも家族の保護を行っていないなど、総じてEZICも断じて正義の組織ではない事がうかがえる。

#### コレチア（Kolechia）
合衆連邦を除く5カ国に国境を接する国家で、アルストツカと6年間の戦争を行った相手国。
分割されたグレスティンのうちの西グレスティンを擁し、国交は回復したものの現在でもアルストツカとの睨み合いが続く。なお、国情はアルストツカより酷い模様（セルジュ曰く、アルストツカの10倍は酷いとのこと）。

#### オブリスタン（Obristan）
コレチアの北に位置する大国。ジョルジ・コスタバの出身国と思われる。
雪が降る寒い国であるようだが、ジョルジがこの国を「いい場所」と評価しているなど、内情は多少安定している模様。EDによってはこの国の入国審査の様子が描かれるが、ひどい出来の偽造パスポートでも入国できるなど、その審査はアルストツカに比べて緩いようである。

#### コブラスタン（Cobrastan）
一度だけジョージが使おうとした偽旅券に記載された「架空の」国名。
その「手製」偽旅券の色使いなどから見ると、オブリスタンをモデルにしている。わざと入国を許可すると「コブラスタン国は存在しない」と通告通知が届く。

#### インポール（Impor）
コレチアの西に位置する国家。作中、1日限りだが不平等な関税に関する抗議として、アルストツカからの輸入を禁止（逆にアルストツカは、全インポール人の入国を拒否する報復を実行）している。都市の名前が日本語・アジア風になっているなど、東洋的な雰囲気を窺わせる国である。

#### リパブリア（Republia）
コレチアの北にあり、アンテグリアの西にある国家。
作中でこの国の内情が語られることは殆ど無いが、「トゥルーグロリアン（True Glorian）」という街の存在が、（アルストツカとコレチアに分割されたグレスティン同様に）アンテグリアとの領有権紛争を暗示している。
本作の開発者であるLucas Popeが手をかけたフラッシュゲーム「The Republia Times」から、言論統制が行われており、アンテグリアとの軍事的衝突が度々行われているのが明らかになる。

#### アンテグリア（Antegria）
コレチアの北にあり、リパブリアの東にある国家。専制政治を行っており、国民に迫害を行っている様子がアルストツカへ亡命しに来た夫婦から語られる他、リパブリアや合衆連邦に受け入れを拒否された内部告発者がアルストツカへ亡命して来る（入国の許可・拒否に関わらず、翌日の新聞によると、その後は失踪して行方不明になってしまった模様）。「グロリアン（Glorian）」という街の存在が、リパブリアとの軋轢を窺わせる。

#### 合衆連邦（United Federation）
アルストツカから最も遠く、オブリスタン・インポール・リパブリア・アンテグリアに国境を接する国家。
作中、アンテグリアから亡命を希望する内部告発者の入国を拒否した。また作中後半、ポリオウイルスが流行したため、その対策が決定されるまでの1日間のみアルストツカは外交官を含む合衆連邦国民すべての入国を拒否する政策を取った。

## 実写短編映画
YouTubeおよびSteamにて、本作を元にした実写短編映画「PAPERS, PLEASE - The Short Film」が無料公開されている。作者公認のものであり、シナリオの執筆にも参加しているという。